# Ninja the Protector
Ninja the Protector è un film del 1986 scritto e diretto da Godfrey Ho. Prodotto da Joseph Lai e Betty Chan. Il film vede Il distretto di Polizia di Hong Kong dare la caccia ad una setta ninja.

## Trama
Due fratelli, Warren e David Lee, aiutano il distretto di Polizia di Hong Kong, guidato dal ninja Gordon Anderson, a dare la caccia ad una setta ninja guidata da tale Bruce. La missione non è facile dato che ha intromettersi ci sono il boss mafioso Albert e una banda di teppisti che attacca David ma alla fine Gordon riuscirà a sconfiggere Bruce lanciandogli uno shuriken sulla gamba durante una sfida ninja.

## Colonna sonora
La colonna sonora è composta da varie canzoni della band musicale Pink Floyd e il tema principale del film è una canzone di Osamu Shoji.

## Curiosità
- Nonostante venga accreditato nei titoli di testa, Jackie Chan non appare nel film.